# Správní obvod obce s rozšířenou působností Blatná
Správní obvod obce s rozšířenou působností Blatná je od 1. ledna 2003 jedním ze tří správních obvodů rozšířené působnosti obcí v okrese Strakonice v Jihočeském kraji. Čítá 26 obcí.
Město Blatná je zároveň obcí s pověřeným obecním úřadem, přičemž oba správní obvody jsou územně totožné.

## Seznam obcí
Poznámka: Města jsou vyznačena tučně.
- Bělčice
- Bezdědovice
- Blatná
- Bratronice
- Březí
- Buzice
- Čečelovice
- Hajany
- Hornosín
- Chlum
- Chobot
- Kadov
- Kocelovice
- Lažánky
- Lažany
- Lnáře
- Lom
- Mačkov
- Myštice
- Předmíř
- Sedlice
- Škvořetice
- Tchořovice
- Uzenice
- Uzeničky
- Záboří

## Obyvatelstvo
| Rok  | Obyv.  | ± %    |
| ---- | ------ | ------ |
| 1869 | 21 962 | —      |
| 1880 | 22 484 | +2,4 % |
| 1890 | 21 430 | −4,7 % |
| 1900 | 20 563 | −4 %   |
| 1910 | 20 437 | −0,6 % |

| Rok  | Obyv.  | ± %     |
| ---- | ------ | ------- |
| 1921 | 19 919 | −2,5 %  |
| 1930 | 18 333 | −8 %    |
| 1950 | 15 099 | −17,6 % |
| 1961 | 15 365 | +1,8 %  |
| 1970 | 14 536 | −5,4 %  |

| Rok  | Obyv.  | ± %    |
| ---- | ------ | ------ |
| 1980 | 14 664 | +0,9 % |
| 1991 | 14 433 | −1,6 % |
| 2001 | 13 688 | −5,2 % |
| 2011 | 13 733 | +0,3 % |
| 2021 | 13 177 | −4 %   |